# Тайна (Красноярский край)
Тайна — деревня в Канском районе Красноярского края. Входит в состав Астафьевского сельсовета.

## История
Основана в 1725 г. В 1926 году состояла из 141 хозяйства, основное население — русские. Центр Тайнинского сельсовета Канского района Канского округа Сибирского края.

## Население
| 1926 | 2010 |
| ---- | ---- |
| 701  | ↘305 |